# Rio Santa Teresa
Rio Santa Teresa är ett vattendrag i Brasilien.   Det ligger i delstaten Tocantins, i den centrala delen av landet, 400 km norr om huvudstaden Brasília.
Omgivningen kring Rio Santa Teresa är huvudsakligen savann. Området är nästan obefolkat, med mindre än två invånare per kvadratkilometer.